# ZooKeys
ZooKeys is een peer reviewed tijdschrift op basis van open access op het gebied van zoölogie. Het werd opgericht in 2008. De hoofdredacteur is Terry Erwin van het Smithsonian. Het wordt gepubliceerd door Pensoft Publishers uit Bulgarije.
ZooKeys is een partner van Encyclopedia of Life.